# 重返少年時
『重返少年時』（直譯為「為了與妳到過的未來～我將回來～」），為日本NTV電視台於1999年製作播出，在日本播出時間為1999年1月16日到1999年3月20日，共十集。曾在台灣以『重返少年時』名稱播出，播出電視台為國興衛視、衛視中文台及TVBS-G。2000年推出錄影帶，共五捲。

## 故事
1999年12月31日，堀上篤志22歲，原本在跨年夜要與青梅竹馬山岸由佳一起去看神秘流星雨群，但因求職失利加上與父親起了爭執。感到人生無望的篤志來到「古時計」酒吧，在這裡與店長抱怨著自己的不順遂，並憶起去世摯友在此的種種。在2000年即將到來的前一刻，看見與母親一起欣賞過的電影正在上映。午夜12電影，當電影播映到一半時，篤志突然心臟劇痛，感覺自己即將死亡。當再次醒來時，發現自己回到1995年12月23日。

## 演員
- 堀上篤志：堂本剛 （近畿小子）
- 山岸由佳：遠藤久美子
- 室井蒔：仲間由紀惠
- 黛裕介：佐野史郎
- 堀上弘志：內藤剛志
- 西野沙也加：小嶺麗奈
- 優子：蒼和歌子
- 小茂：青木伸輔
- 「古時計」店長（下村茂）：篠井英介
- 堀上裕美：真行寺君枝

## 主題歌
- 近畿小子 「不要停止的純真」（傑尼斯娛樂出版）

## 工作人員
- 製片人：重松修、井上健、鈴木聰
- 導演：佐藤東弥、唐木昭浩、荻野哲弘
- 脚本：大石哲也、吉田智子
- 音楽：Coba
- 音樂製作：志田博英、仲西匡
- 聯合製作：ケイファクトリー
- 版權所有：NTV電視台

## 各回簡介
| 第一回           | 1999年1月16日 | 気がつけば18才の俺がいた！     | 19.0% |
| 第二回           | 1999年1月23日 | 明日が消えてゆく！キスの秘密   | 12.4% |
| 第三回           | 1999年1月30日 | 俺と同じ宿命の奴からの脅迫状   | 15.7% |
| 第四回           | 1999年2月6日  | 第3の男登場！由佳が危ない      | 13.3% |
| 第五回           | 1999年2月13日 | ゲームは終りだ！俺は死なない!! | 15.7% |
| 第六回           | 1999年2月20日 | 俺もう死にたい！涙の逃避行     | 14.0% |
| 第七回           | 1999年2月27日 | 狂った時間！俺だけくり返すのか | 15.4% |
| 第八回           | 1999年3月6日  | 仕組れた罠、親子の絆が崩れてく | 12.2% |
| 第九回           | 1999年3月13日 | 繰り返しの謎！キーワードは母？ | 12.7% |
| 最終回           | 1999年3月20日 | 隠れた事実！最後の瞬間に死が   | 15.4% |
| 平均收視率 14.6% |               |                                |       |